# Diecezja Buxar
Diecezja Buxar (łac. Diœcesis Buxarensis) – diecezja rzymskokatolicka w Indiach. Została utworzona w 2005 z części terenu archidiecezji Patna.

## Główne świątynie
- Katedra: Katedra Matki Bożej Nieustającej Pomocy w Buxar

## Biskupi diecezjalni
- William D’Souza SJ (2005–2007)
- Sebastian Kallupura (2009–2018)
- James Shekhar (od 2023)